# Cincinnati Royals 1969-1970
La stagione 1969-70 dei Cincinnati Royals fu la 21ª nella NBA per la franchigia.
I Cincinnati Royals arrivarono quinti nella Eastern Division con un record di 36-46, non qualificandosi per i play-off.

## Roster
| N° | Naz.                   | Ruolo | Sportivo         | Anno | Alt. | Peso |
| -- | ---------------------- | ----- | ---------------- | ---- | ---- | ---- |
| 5  | Stati Uniti (bandiera) | GA    | Tom Van Arsdale  | 1943 | 196  | 92   |
| 10 | Stati Uniti (bandiera) | G     | Adrian Smith     | 1936 | 185  | 82   |
| 11 | Stati Uniti (bandiera) | A     | Bill Turner      | 1944 | 201  | 100  |
| 14 | Stati Uniti (bandiera) | GA    | Oscar Robertson  | 1938 | 196  | 93   |
| 15 | Stati Uniti (bandiera) | A     | Fred Foster      | 1946 | 196  | 95   |
| 16 | Stati Uniti (bandiera) | AC    | Jerry Lucas      | 1940 | 203  | 104  |
| 17 | Stati Uniti (bandiera) | G     | Jim King         | 1941 | 188  | 79   |
| 19 | Stati Uniti (bandiera) | G     | Bob Cousy        | 1928 | 185  | 79   |
| 20 | Stati Uniti (bandiera) | AC    | Johnny Green     | 1933 | 196  | 95   |
| 21 | Stati Uniti (bandiera) | AC    | Wally Anderzunas | 1946 | 201  | 100  |
| 22 | Stati Uniti (bandiera) | AC    | Luther Rackley   | 1946 | 208  | 100  |
| 23 | Stati Uniti (bandiera) | G     | Norm Van Lier    | 1947 | 185  | 78   |
| 24 | Stati Uniti (bandiera) | AC    | Connie Dierking  | 1936 | 206  | 101  |
| 30 | Stati Uniti (bandiera) | GA    | Herm Gilliam     | 1946 | 191  | 86   |

## Staff tecnico
- Allenatore: Bob Cousy
- Vice-allenatore: Draff Young